# Éxitos rebeldes karaoke vol. 1
Éxitos Rebeldes Karaoke Vol.1 es el primer álbum de Karaoke de la agrupación mexicana RBD. Fue lanzado a la venta el 2 de agosto de 2007 bajo la discográfica I.M. Records.

## Información del álbum
El álbum fue lanzado el 2 de agosto de 2007, y contiene 10 temas correspondientes a sus álbumes "Rebelde" y "Nuestro Amor", lanzados anteriormente.

## Lista de canciones
1. "Sólo Quédate En Silencio"
2. "Rebelde"
3. "Sálvame"
4. "Nuestro amor"
5. "Tras de mí"
6. "Aún hay algo"
7. "Este corazón"
8. "Un poco de tu amor"
9. "Que Fue Del Amor"
10. "Que Hay Detrás"